# Chiasmia costicommata
Chiasmia costicommata es una especie de polilla de la familia Geometridae, descrita por primera vez por Louis Beethoven Prout en 1922 con distribución en Zimbabue. El holotipo de la especie fue descrita en Umvuma, en la entonces región de Rodesia.